# Colchicum lingulatum
Colchicum lingulatum är en tidlöseväxtart som beskrevs av Pierre Edmond Boissier och Wilhelm von Spruner. Colchicum lingulatum ingår i släktet tidlösor, och familjen tidlöseväxter.

## Underarter
Arten delas in i följande underarter:
- C. l. lingulatum
- C. l. rigescens